# Antonio María Pueyo de Val
Antonio María Pueyo de Val (Monzón, 31 de marzo de 1864-Pasto, 9 de octubre de 1929), fue un clérigo español de la Iglesia católica, fue sacerdote claretiano y designado como obispo de la Diócesis de Pasto, Colombia.

## Biografía
Antonio María Pueyo de Val nació el 31 de marzo de 1864 en Monzón, provincia de Huesca, España. Su padre fue Antonio Pueyo Pueyo quien se desempeñaba como comerciante y su madre fue Irene Val Calco quien era maestra de niñas. Tenían una casa en la calle Mayor. Este matrimonio tuvo tres hijos: Mariano (nacido en Almudevar en 1860), Antonio María y Alejandro Isidro (nacidos en Monzón y el último en 15-V-1865). Al año y cuatro meses falleció su madre de una enfermedad. Ante la situación de su padre con tres hijos pequeños, se produce un segundo matrimonio en 1866 con Teresa Ipiens Cajal y tuvieron tres hijos: Margarita Teresa, Justina y Juan.
A finales de 1871 se desarrolló en Monzón una misión por los claretianos de Barbastro, cuya comunidad fue fundada en septiembre de 1849. Igualmente la misión abarcó las poblaciones de Binéfar, Pueyo, Estadilla, Fonz, Selgua, Azanuy, Pomar y Conchel. Ante el ambiente misional y su situación familiar, el joven Antonio Pueyo irá en 1877 al primer postulado cleretiano de España situado en Barbastro. 
Continuará su formación en los centros claretianos de Vic, Alagón y Santo Domingo de la Calzada. En 1886 es ordenado sacerdote y al año siguiente es destinado a la comunidad de Córdoba. En 1894 ocupará el cargo de superior de Córdoba. Entre sus obras destaca la fundación un periódico, incentivó varias fundaciones de su comunidad y se encargó de la restauración de la Real Iglesia de San Pablo (Córdoba). Hacia 1895 el pbro. Pueyo encabezó la adquisición de este templo para mudar allí a su comunidad, que se encontraba a las afuera de la ciudad en condiciones precarias. «El templo fue adquirido por los padres, juntamente con el uso a propiedad de los escasos terrenos contiguos, parte de los solares del antiguo y muy famoso convento dominicano». Su trabajo recibió halagos, e incluso fue elegido miembro correspondiente de la Real Academia de Bellas Artes.
Igualmente, en Córdoba logró adquirir del palacio y jardines de un barón para casa de las Adoratrices, cuya doctrina fue influenciada por el padre Claret. También intervino para que a las religiosas francesas de la Sagrada Familia les cedieran el palacio y huertos que fueron propiedad de un marqués, para instalar allí un colegio de niñas. En 1907 pasó a Aranda de Duero en donde propuso la construcción de una Basílica cordimariana en Roma.
En diciembre de 1912 llega a Bogotá, Colombia, para hacerse cargo de las obras del Templo del Voto Nacional. Asimismo actuará como procurador y superior de las misiones del Chocó. Coorganizará el primer Congreso Eucarístico Nacional. El 26 de noviembre de 1917 es nombrado obispo de Pasto, su consagración episcopal fue el 6 de enero de 1918,  y se realizó en el mismo templo del Voto Nacional, el cual fue acondicionado para acoger a los altos prelados de la Iglesia, al Presidente de la República, José Vicente Concha, y a lo más predominante de la sociedad bogotana. Ese mismo día, por la tarde, el nuevo obispo confirió el sacramento de la confirmación a unos 200 niños en el templo del Voto Nacional, la mayoría eran hijos de amigos y conocidos del mismo prelado, los cuales querían atesorar el recuerdo de ver a sus hijos ungidos por las manos recién consagradas del que tantas simpatías había generado, principalmente en el sector alrededor del templo. En ese mismo año tomó posesión de su sede.
En su obispado de Pasto (1918-1929) fue un personaje muy influyente y con gran capacidad de acción. Se destaca su particular intervención en la construcción o intervención de edificios relativos a la Iglesia. Contrataba a los arquitectos, e incluso llegaba a rechazar planos, como en el caso de la primera propuesta para el templo de Las Lajas, en Ipiales. Contribuyó a la construcción del convento franciscano de la Visitación; los de los Hermanos de San Juan de Dios y San Rafael; el Colegio de San Francisco Javier; el orfelinato de San José; la Casa del Clero; las iglesias de San Andrés, de la Merced y del Carmen; la Catedral de Pasto; el palacio episcopal; erigió varias nuevas parroquias y se restauraron cuarenta y tres templos parroquiales dañados por efectos de los terremotos. Mandó construir el Pasaje Corazón de Jesús en un costado de la Plaza Mayor de Pasto, para que funcionara como palacio episcopal. Hoy es de carácter comercial y se le conoce como "Pasaje Pueyo de Val".
Falleció el 9 de octubre de 1929 en la ciudad de Pasto a la edad de 65 años, y fue enterrado en la catedral.